# La juventud (historieta)
La juventud es una historieta de 1981, perteneciente a la serie Corto Maltés creada por Hugo Pratt. Este cómic no fue el primero según el año de publicación, aunque fue el primero según la historia. En ella se cuenta cómo conoce Corto a Rasputín durante la guerra ruso-Japonesa. En esta historia, Rasputín es el protagonista principal.

## Argumento
Todo comienza con el final de la guerra que Rusia mantuvo contra el Imperio Japonés. Un soldado ruso, Rasputín, no la da por acabada y dispara a un sargento japonés. Luego, llega el capitán de la ropa de Rasputín, pregunta quién ha disparado y Rasputín confiesa su hecho y lo mata. Un oficial acude en ayuda del capitán, pero es demasiado tarde, dado que ya está muerto. El oficial pregunta quién disparó, y Rasputín asume sus actos. El oficial le dispara, pero otro soldado, Vasily, le clava el fusil por la espalda.
Rasputín deserta y le pregunta a Vasily si quiere huir con él, y Vasily se le une, pero unos soldados japoneses lo matan de un disparo. Rasputín, tras desertar pese a sus complicaciones, conoce a Jack London. Luego Vasily es hecho prisionero por el ejército japonés, y London se ve involucrado en un conflicto con un teniente llamado Sakai, que lo desafía a un duelo a muerte.
Durante la tarde, Rasputín logra escapar, y se encuentra con Jack London una vez más. London le cuenta su actual situación, y Rasputín, para devolverle el favor de ayudarlo a abandonar China, decide hacer algo respecto al teniente Sakai. Por la noche, Jack se encuentra a Corto Maltés, y le pide que le ayuda a sacar a Rasputín del país. En ese mismo momento, en el burdel "La Casa de las Mariposas", Rasputín va a buscar al teniente Sakai, que ya se va de allí, y Rasputín lo intercepta y lo mata. Al poco, se hace pública la muerte de Sakai, y London queda como principal sospechoso. Cuando regresa Rasputín para encontrarse con London, también se encuentra por primera vez con Corto Maltés, y surgirá una gran amistad entre ellos.
Al final, Maltés y Rasputín consiguen huir de China rumbo a África, y Jack London es absuelto y trasladado a otra región, con la tranquilidad de saber que fue Rasputín quien maó al sargento y al capitán.

## Personajes
- Rasputín, soldado ruso y desertor.
- Corto Maltés, marinero y súbdito británico.
- Vasily, soldado ruso desertor muerto por los japoneses.
- Jack London, corresponsal de guerra.
- Capitán Sibauchi, amigo de Jack London.
- Teniente Sakai, teniente japonés muerto por Rasputín.
- Dave, amigo y compañero de Jack London.

- Datos: Q7886508